# Dominik Kollinger
Dominik Kollinger (* 20. November 1929; † 17. Oktober 2018) war ein deutscher Falkner.

## Leben und Werk

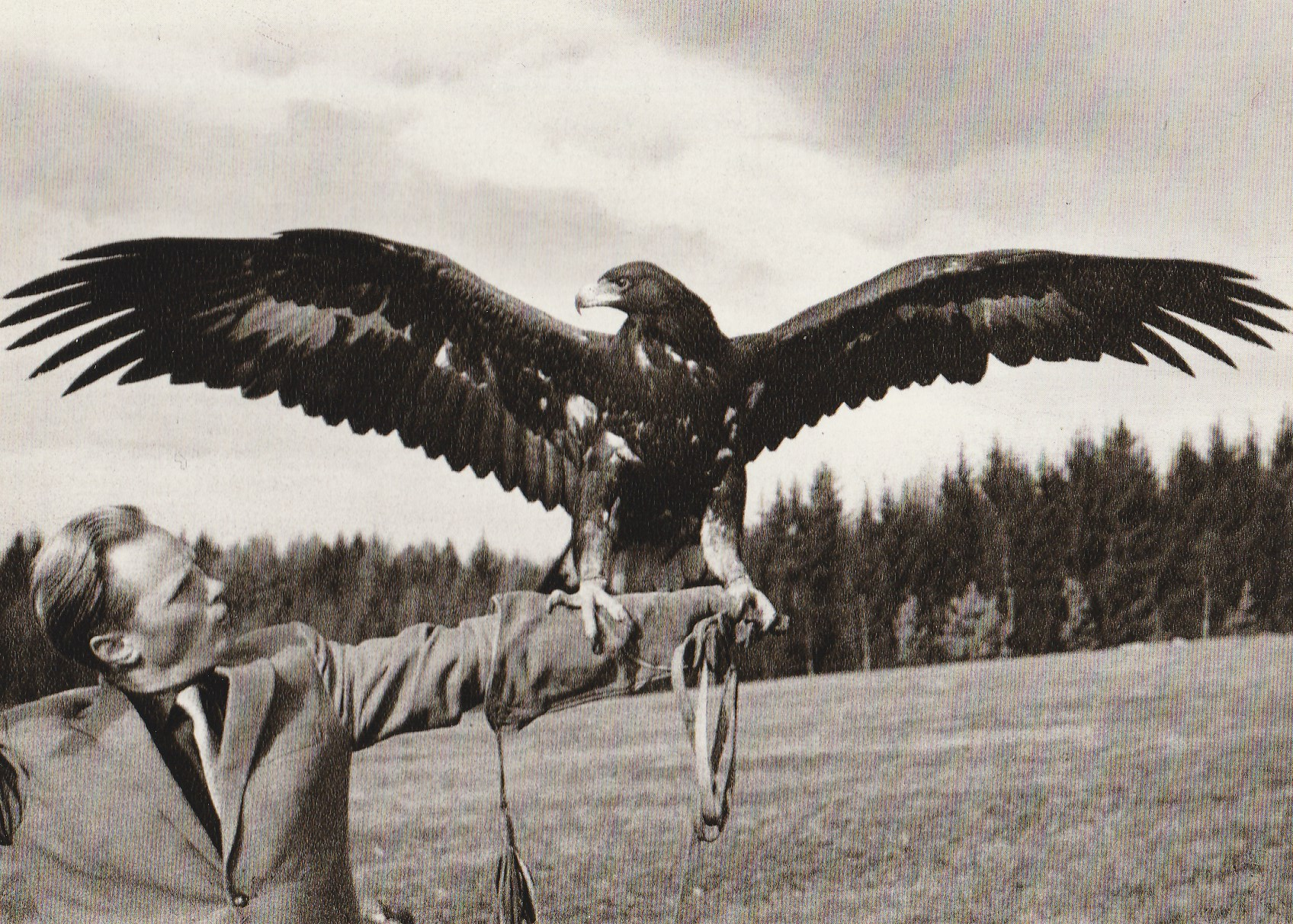
Falkenmeister Kollinger und Steinadler „Wotan“

Als gelernter Textilingenieur führte Kollinger in der Nachkriegszeit einen kleinen Textilbetrieb in der Nähe von Pfarrkirchen. Schon früh interessierte er sich für Greifvögel und Falknerei und gab seinen erlernten Beruf auf, um seine Passion zum Beruf zu machen. 1951 trat er dem deutschen Falkenorden (DFO) bei, dem er bis zu seinem Tod angehörte. Auf der DFO-Tagung in Hambach in der Eifel nahm er noch im selben Jahr als Zuschauer an einer Ordenstagung teil. 1955 und 1957 konnte er den ersten Preis für den besten Beizvogel auf einer Ordenstagung gewinnen.
Vom Ende der 1950er Jahre bis 1964 führte er als Landesverbandsvorsitzender den „Gau Süd, Bayern und Hessen“ und organisierte die Ordenstagung 1964 in Kirchham bei Passau. 1960 ernannte ihn Renz Waller zum Habichtsmeister des DFO und 1966 zum Falkenmeister. Bis zum Anfang der 1970er Jahre war er der einzige Falkner im Orden, der sich sowohl Falkenmeister als auch Habichtsmeister nennen durfte.
Als Autor war er international bekannt, besonders durch Veröffentlichungen über die Erforschung des Habichts, als Züchter war er erfolgreich mit der Zucht von Greifvögeln, Geiern und Eulen. Er schrieb viele Berichte für das DFO-Jahrbuch und war Inhaber einer Ehrenurkunde des bayerischen Jagdschutz- und Jägerverbandes für außergewöhnliche Verdienste um das Jagdwesen in Bayern. Er war der erste Berufsfalkner in Deutschland nach dem Zweiten Weltkrieg. Zusammen mit Hans Schutte machte er Freiflugvorführungen in Schulen, eine frühe Aufklärungsarbeit zum Schutze der Greifvögel. Von 1960 bis 1972 veranstaltete er Freiflugvorführungen in fast allen namhaften Fußballstadien der Bundesrepublik Deutschland vor meist tausenden von Besuchern. 1963 war er zuständig für die Durchführung des Schaufliegens auf der deutschen Jagd-, Forst- und Holzausstellung in München mit dem größten Masseanklang von Bundes- und Landesministern und dem Bundestagspräsidenten. 1967 führte er die Schauflug-Vorführungen und Gestellung der Greifvögel für die bundesdeutsche Delegation des Bundesministeriums für Landwirtschaft und Forsten in Novi Sad durch, mit einer besonderen Anerkennung durch eine Goldmedaille unter 42 Nationen und durch den Staatspräsidenten Jugoslawiens.

## Erfolge als Falkenmeister

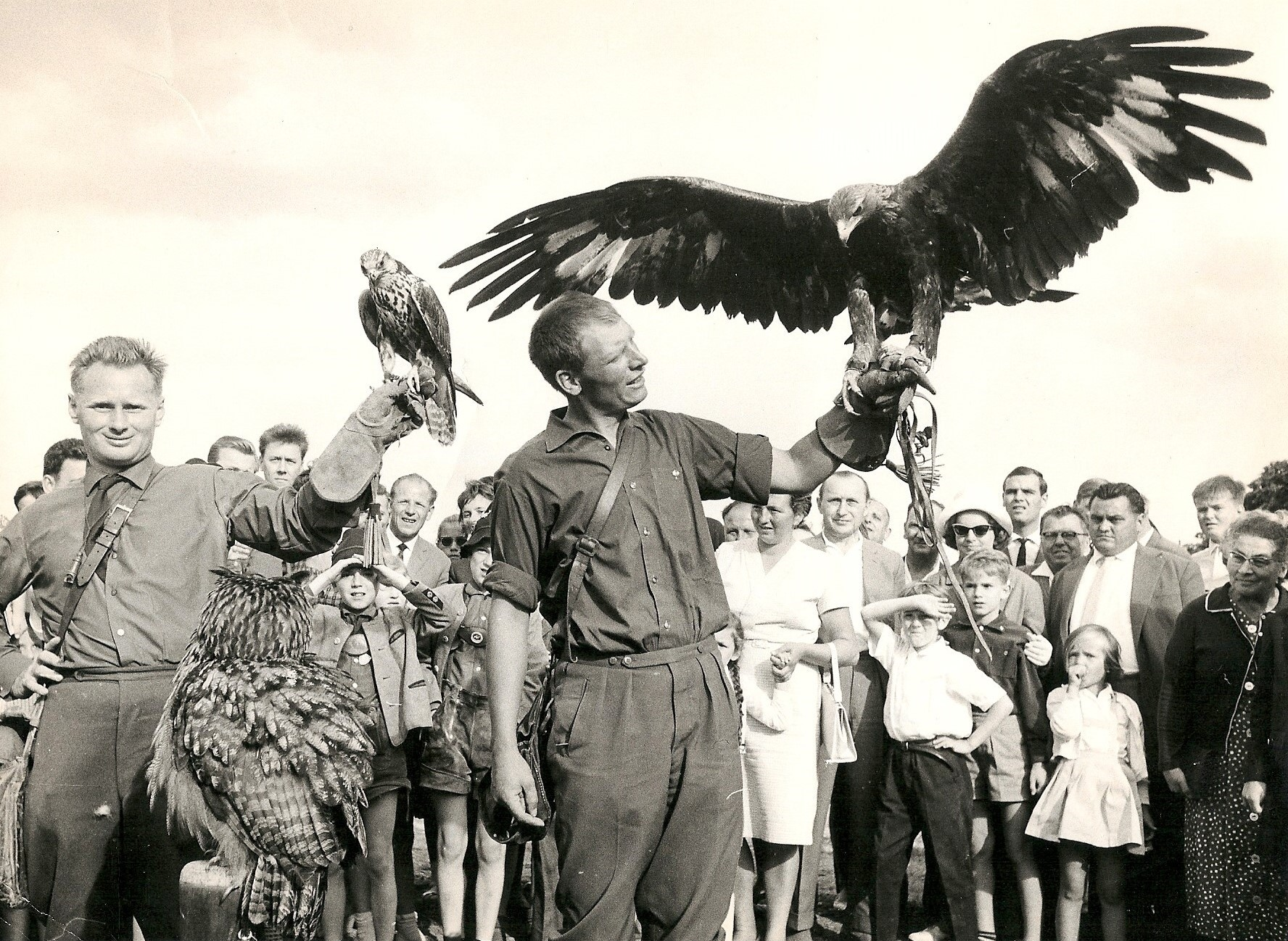
Der deutsche Falkenhof am Jagdschloss Kranichstein

1964 gründete Dominik Kollinger den deutschen Falkenhof am Jagdschloss Kranichstein, der wegen seines hervorragenden Wirkens als bislang einziger Falkenhof als „Falkenhof des Deutschen Falkenordens und Deutschen Jagdschutzverbandes“ anerkannt und geführt wird. Der deutsche Falkenhof war die erste offizielle Einrichtung dieser Art in Deutschland. Kollinger war zu jener Zeit Lehrmeister für eine ganze Generation von Jungfalknern, die sich 1968 zu einem eigenen DFO-Landesverband zusammengeschlossen hatten. Ab 1976 leitete er bis zu seiner Pensionierung 1991 den Adler- und Wolfspark Kasselburg in der Eifel. Hier gelang ihm die Zucht von Habichten, Falken, Uhus, Schneeeulen und Gänsegeiern. Nach einjähriger Tätigkeit bekam der Adler- und Wolfspark Kasselburg die Anerkennung durch den Deutschen Wildgehegeverband mit dem Prädikat „Fachlich geführtes deutsches Wildgehege“, erstmals verliehen in Rheinland-Pfalz. Während seines dortigen Wirkens konnte Dominik Kollinger eine Besuchersteigerung von jährlich maximal 70.000 auf jeweils kontinuierlich 140.000 erreichen, wobei die Einrichtung auch für den Fremdenverkehr die Besonderheit der Vulkaneifel wurde und die Darbietungen persönliche Begeisterung und schriftliche Anerkennung bekamen, u. a. vom Bundeskanzleramt, dem Regierungspräsidium und Landratsamt.
Unter den aktiven Falknern war Dominik Kollinger als exzellenter Habichtler bekannt. Sein Habicht „Sabine“ wurde mit 28 Jahren der älteste Greifvogel in menschlicher Obhut, von dem je berichtet wurde. Experten nennen ihn deshalb den „Habichtspapst“. Unvergessen, weil von fachlicher Tiefe, sind seine Berichte „Allgemeine Habichtserlebnisse I. + II.“ (1956 bzw. 1959), „Habichtsbeobachtungen“ (1962 und 1964) sowie „Beize mit Wildfanghabichten“ (1965), die ganz wesentlich seinen Ruf als „Habichtspapst“ begründeten. Er war der erste im deutschsprachigen Falknerschrifttum, der den Einsatz des Habichtsadlers 1962 thematisierte und 1974 den Einsatz der Telemetrie begründete. Ebenso neu war 1982 sein Erfahrungsbericht über den Albidushabicht. Er ist nicht nur in Deutschland für hervorragende Leistungen geehrt worden, auch in Österreich und den USA veranstaltete er Freiflugvorführungen und Vorträge mit seinen Greifen.